# OGAE
Az OGAE (franciául: Organisation Générale des Amateurs de l'Eurovision, angolul: General Organisation of Eurovision Fans, magyarul: Az Eurovízió rajongóinak Általános Szervezete) egy nemzetközi szervezet, amely 1984-ben Savonlinnában, Finnországban alakult meg. Az alapító Jari-Pekka Koikkalainen volt. A szervezet 43 eurovíziós fanklubbal áll összeköttetésben Európa-szerte és azon túl, melyek nem kormányzati, nem politizáló és nem gazdasági szervezetek.
Három (nem profitáló) versenyt rendeznek függetlenül minden évben, hogy támogassák az Eurovíziós Dalfesztivált és annak indulóit. A szervezet gyakran működik együtt az Európai Műsorsugárzók Uniójával.

## Történelem
Bár az Eurovíziós Dalfesztivál 1956-ban kezdődött, a OGAE Nemzetközi Hálózat csak 1984-ben Jari-Pekka Koikkalainentől Savonlinnában, Finnországban. A szervezet nyitott az országokra, akik akarnak vagy már rész vettek az Eurovíziós Dalfesztiválon. Számos ország Európában és azon kívül nem rendelkezik önálló OGAE tagsággal, köztük Bosznia-Hercegovina, Grúzia, Kazahsztán, Marokkó, Monaco, San Marino, a Dél-afrikai Köztársaság, valamint az Amerikai Egyesült Államok. Ezek az országok más néven OGAE Világ többi része nevet viseli (OGAE Rest of the World).
Minden évben négy versenyt rendeznek:
- OGAE Poll: az adott évi Eurovíziós Dalfesztivál dalait rangsorolják a klubok
- OGAE Dalverseny (OGAE Song Contest): egy ország az adott évben megjelent, saját nyelvén íródott dalával indul
- OGAE Második Esély Verseny (OGAE Second Chance Contest): egy ország az adott évben a nemzeti válogatójában szereplő (nem győztes) dallal indul
- OGAE Videóverseny (OGAE Video Contest): egy ország az adott évben megjelent videóklippel indul

A jelenlegi elnöke az OGAE nemzetközi hálózatnak Simon Bennett (Egyesült Királyság), miután elődje, a finn Maiken Mäemets 2015-ben visszavonult. Vámos Tamást 2019-ben a testület vezetőségi tagjának választották, és 5 éven át ő látta el a nemzetközi versenykoordinátori feladatokat, 2024-ben nem indult újra a tisztújításon.
| Pozíció         | Név              | OGAE Klub          |
| --------------- | ---------------- | ------------------ |
| Elnök           | Simon Bennett    | Egyesült Királyság |
| Titkár          | Anthony Cigé     | Izland             |
| Kincstárnok     | Morten Thomassen | Norvégia           |
| Elnökségi tagok | Alasdair Rendall | Egyesült Királyság |
| Elnökségi tagok | Marcus Davey     | Rest of the World  |
| Helyettesek     | Sebastian Zasada | Lengyelország      |
| Helyettesek     | Stéphane Chiffre | Franciaország      |

### Magyarországi OGAE
2016. május 13-án, a nemzetközi OGAE elnöki találkozóján ellenszavazat és tartózkodás nélkül elfogadták a Magyar Eurovíziós Fanklub Egyesület jelentkezését, hogy a hálózatban, mint OGAE Hungary képviselhesse Magyarországot.

## OGAE tagok
Összesen 44 tag van, ebből kettő Németországból. Ezek a következők:
| - Albánia - Andorra - Ausztrália - Ausztria - Azerbajdzsán - Belgium - Bulgária - Ciprus - Csehország - Dánia - Egyesült Királyság - Észtország | - Finnország - Franciaország - Görögország - Hollandia - Horvátország - Izland - Izrael - Írország - Lengyelország - Lettország - Litvánia | - Luxemburg - Macedónia - Magyarország - Málta - Norvégia - Németország (OGAE) - Németország (Eurovision Club) - Olaszország - Oroszország - Örményország - Portugália - Románia | - Spanyolország - Svájc - Svédország - Szerbia - Szlovénia - Törökország - Ukrajna - A világ többi része |

### OGAE A világ többi része
| - Afganisztán - Algéria - Amerikai Egyesült Államok - Argentína - Bosznia és Hercegovina - Botswana - Brazília - Costa Rica - Chile - Dél-afrikai köztársaság | - Dél-Korea - Egyesült Arab Emírségek - Egyiptom - Fehéroroszország - Grúzia - Hongkong - Japán - Jordánia - Kanada - Kazahsztán - Kirgizisztán | - Kína - Kolumbia - Koszovó - Lesotho - Libanon - Liechtenstein - Marokkó - Mexikó - Moldova - Monaco | - Montenegró - Namíbia - Peru - San Marino - Seychelle-szigetek - Szlovákia - Szváziföld - Tunézia - Új-Zéland - Üzbegisztán - Venezuela |

## OGAE Versenyek

### OGAE Poll
Minden évben, 2007 óta az OGAE végez elő-Eurovíziós Dalfesztiválokat, amiben az OGAE tagok és az OGAE Világ többi része szavaz. Ugyanazt a szavazási módszert alkalmazzák, mint az Eurovíziós Dalfesztiválokon (mindegyik ország a tíz kedvenc dalára szavaz, 1–8, 10, és 12 ponttal).
| Év   | Győztes       | Dal                   | Előadó                | Helyezés           | Pont               | Második hely  | Harmadik hely      |
| ---- | ------------- | --------------------- | --------------------- | ------------------ | ------------------ | ------------- | ------------------ |
| 2007 | Szerbia       | Molitva               | Marija Šerifović      | 1.                 | 268                | Svájc         | Fehéroroszország   |
| 2008 | Svédország    | Hero                  | Charlotte Perrelli    | 18.                | 47                 | Svájc         | Szerbia            |
| 2009 | Norvégia      | Fairytale             | Alexander Rybak       | 1.                 | 387                | Franciaország | Svédország         |
| 2010 | Dánia         | In a Moment Like This | Chanée és N'evergreen | 4.                 | 149                | Izrael        | Németország        |
| 2011 | Magyarország  | What About My Dreams? | Wolf Kati             | 22.                | 53                 | Franciaország | Egyesült Királyság |
| 2012 | Svédország    | Euphoria              | Loreen                | 1.                 | 372                | Olaszország   | Izland             |
| 2013 | Dánia         | Only Teardrops        | Emmelie de Forest     | 1.                 | 281                | San Marino    | Norvégia           |
| 2014 | Svédország    | Undo                  | Sanna Nielsen         | 3.                 | 218                | Magyarország  | Izrael             |
| 2015 | Olaszország   | Grande amore          | Il Volo               | 3.                 | 292                | Svédország    | Észtország         |
| 2016 | Franciaország | J’ai cherché          | Amir                  | 6.                 | 257                | Oroszország   | Ausztrália         |
| 2017 | Olaszország   | Occidentali’s Karma   | Francesco Gabbani     | 6.                 | 334                | Belgium       | Svédország         |
| 2018 | Izrael        | Toy                   | Netta                 | 1.                 | 529                | Franciaország | Finnország         |
| 2019 | Olaszország   | Soldi                 | Mahmood               | 2.                 | 472                | Svájc         | Hollandia          |
| 2020 | Litvánia      | On Fire               | The Roop              | Elmaradt a verseny | Elmaradt a verseny | Izland        | Svájc              |
| 2021 | Málta         | Je Me Casse           | Destiny               | 7.                 | 255                | Svájc         | Franciaország      |
| 2022 | Svédország    | Hold Me Closer        | Cornelia Jakobs       | 4.                 | 438                | Olaszország   | Spanyolország      |
| 2023 | Svédország    | Tattoo                | Loreen                | 1.                 | 583                | Finnország    | Franciaország      |
| 2024 | Horvátország  | Rim Tim Tagi Dim      | Baby Lasagna          | 2.                 | 547                | Olaszország   | Svájc              |
| 2025 | Svédország    | Bara bada bastu       | KAJ                   | 4.                 | 321                | Ausztria      | Hollandia          |

| Háttérszínek |                                     |  |                                                 |
|              | Az Eurovíziós Dalfesztivál győztese |  | Nem jutott az Eurovíziós Dalfesztivál döntőjébe |

### OGAE Dalverseny
A OGAE Song Contest egy audió esemény, minden OGAE klub megadhat egy dalt ami az elmúlt 12 hónapban megjelent, és a dal az ország egyik hivatalos nyelvén kell íródjon. Ugyanazt a szavazási módszert alkalmazzák, mint az Eurovízión (mindegyik ország a 10 kedvenc dalára szavaz, 1-8, 10, és 12 pontot kapnak). Az adott évben győztes klub rendezheti a következő év versenyét, mely általában online zajlik.
| Év   | Győztes            | Dal                             | Előadó                               | Pont               | Házigazda város            | Versenyzők száma   |
| ---- | ------------------ | ------------------------------- | ------------------------------------ | ------------------ | -------------------------- | ------------------ |
| 1986 | Németország        | "Stimmen in Wind"               | Juliane Werding                      | 16                 | Savonlinna                 | 5                  |
| 1987 | Izrael             | "Ba'ati Eleiha"                 | Yardena Arazi                        | 83                 | Savonlinna                 | 10                 |
| 1988 | Németország        | "Explosion"                     | Mary Roos                            | 83                 | Cardiff                    | 10                 |
| 1989 | Norvégia           | "Hjem"                          | Karoline Krüger és Anita Skorgan     | 93                 | Berlin                     | 13                 |
| 1990 | Olaszország        | "Vattene amore"                 | Mietta és Amedeo Minghi              | 136                | Oslo                       | 18                 |
| 1991 | Franciaország      | "Désenchantée"                  | Mylène Farmer                        | 151                | Pisa                       | 17                 |
| 1992 | Portugália         | "Se o dia nascesse"             | Nucha                                | 115                | Párizs                     | 16                 |
| 1993 | Olaszország        | "La solitudine"                 | Laura Pausini                        | 154                | Montargis                  | 20                 |
| 1994 | Görögország        | "Ftes"                          | Sabrina                              | 116                | Pisa                       | 19                 |
| 1995 | Spanyolország      | "Cada vez"                      | Paloma San Basilio                   | 144                | Athén                      | 21                 |
| 1996 | Spanyolország      | "Me quedaré solo"               | Amistades Peligrosas                 | 159                | Las Palmas de Gran Canaria | 16                 |
| 1997 | Spanyolország      | "Amor perdido"                  | Marta Sánchez                        | 199                | Las Palmas de Gran Canaria | 22                 |
| 1998 | Lengyelország      | "Im Wiecej Ciebie tym mniej"    | Natalia Kukulska                     | 125                | Las Palmas de Gran Canaria | 16                 |
| 1999 | Franciaország      | "Jardin de lumière"             | Leyla Doriane                        | 169                | Athén                      | 24                 |
| 2000 | Svédország         | "Svarta änkan"                  | Nanne                                | 168                | Párizs                     | 26                 |
| 2001 | Franciaország      | Moi… Lolita                     | Alizée                               | 189                | Umeå                       | 24                 |
| 2002 | Egyesült Királyság | "What If"                       | Kate Winslet                         | 126                | Párizs                     | 25                 |
| 2003 | Franciaország      | "Cassé"                         | Nolwenn Leroy                        | 183                | Southampton                | 27                 |
| 2004 | Oroszország        | "Grezy"                         | Varvara                              | 178                | Lyon                       | 27                 |
| 2005 | Olaszország        | "Da grande"                     | Alexia                               | 164                | Moszkva                    | 28                 |
| 2006 | Görögország        | "Mambo"                         | Helena Paparizou                     | 244                | Pisa                       | 30                 |
| 2007 | Spanyolország      | "Que no Daría yo"               | Rebeca                               | 179                | Athén                      | 29                 |
| 2008 | Horvátország       | "Ruža u kamenu"                 | Franka Batelić                       | 164                | Zaragoza                   | 27                 |
| 2009 | Egyesült Királyság | "Viva la Vida"                  | Coldplay                             | 248                | Zágráb                     | 30                 |
| 2010 | Egyesült Királyság | "Heartbreak (Make Me a Dancer)" | Freemasons feat. Sophie Ellis-Bextor | 228                | London                     | 27                 |
| 2011 | Egyesült Királyság | "Someone Like You"              | Adele                                | 189                | London                     | 26                 |
| 2012 | Olaszország        | "Per sempre"                    | Nina Zilli                           | 219                | London                     | 26                 |
| 2013 | Spanyolország      | "Te despertaré"                 | Pastora Soler                        | 237                | Bologna                    | 30                 |
| 2014 | Franciaország      | "Dernière danse"                | Indila                               | 251                | Spanyolország              | 26                 |
| 2015 | Franciaország      | "Andalouse"                     | Kendji Girac                         | 248                | Franciaország              | 31                 |
| 2016 | Spanyolország      | "Sofia"                         | Alvaro Soler                         | 234                | Franciaország              | 28                 |
| 2017 | Ausztrália         | "Fighting for Love"             | Dami Im                              | 232                | Spanyolország              | 28                 |
| 2018 | Egyesült Királyság | "Scared of the Dark"            | Steps                                | 230                | Ausztrália                 | 29                 |
| 2019 | Egyesült Királyság | "Someone You Loved"             | Lewis Capaldi                        | 241                | London                     | 28                 |
| 2020 | Egyesült Királyság | "Physical"                      | Dua Lipa                             | 213                | Edinburgh                  | 28                 |
| 2021 | Ausztrália         | "Fly Away"                      | Tones and I                          | 172                | Cardiff                    | 29                 |
| 2022 | Elmaradt a verseny | Elmaradt a verseny              | Elmaradt a verseny                   | Elmaradt a verseny | Elmaradt a verseny         | Elmaradt a verseny |
| 2023 | Egyesült Királyság | "As It Was"                     | Harry Styles                         | 255                | Canberra                   | 31                 |

### OGAE Második Esély Verseny
A OGAE Második Esély Verseny egy virtuális esemény, melyet 1987-ben tartottak meg először, négy nemzet részvételével. A verseny kezdetekben VHS kazetták, később DVD-k segítségével került lebonyolításra. Napjainkban online videomegosztó portálokon keresztül történik.
Minden nyáron az Eurovíziós Dalfesztivál után minden tag megadhat egy dalt, ami nem győzött az adott évi nemzeti válogatón.
| Év   | Győztes       | Dal                         | Előadó             | Második hely          | A győztes dal helyezése a nemzeti válogatóban |
| ---- | ------------- | --------------------------- | ------------------ | --------------------- | --------------------------------------------- |
| 1987 | Svédország    | Högt över havet             | Arja Saijonmaa     | Norvégia Hollandia    | 2.                                            |
| 1988 | Svédország    | Om igen                     | Lena Philipsson    | Finnország            | 2.                                            |
| 1989 | Dánia         | Landet Camelot              | Lecia Jønsson      | Svédország            | 2.                                            |
| 1990 | Svédország    | Mitt i ett äventyr          | Carola             | Olaszország           | 2.                                            |
| 1991 | Svédország    | Tvillingsjäl                | Pernilla Wahlgren  | Görögország           | –                                             |
| 1992 | Norvégia      | Du skal få din dag i morgen | Wenche Myhre       | Izrael                | 3.                                            |
| 1993 | Norvégia      | Din egen stjerne            | Merethe Trøan      | Hollandia             | 6.                                            |
| 1994 | Svédország    | Det vackraste jag vet       | Gladys Del Pilar   | Egyesült Királyság    | 2.                                            |
| 1995 | Svédország    | Det vackraste               | Cecilia Vennersten | Egyesült Királyság    | 2.                                            |
| 1996 | Svédország    | Juliette & Jonathan         | Lotta Engberg      | Horvátország          | 3.                                            |
| 1997 | Olaszország   | Storie                      | Anna Oxa           | Írország              | 2.                                            |
| 1998 | Hollandia     | Alsof je bij me bent        | Nurlaila           | Svédország            | 2.                                            |
| 1999 | Törökország   | Unuttuğumu Sandığım Anda    | Feryal Başel       | Belgium               | 2.                                            |
| 2000 | Finnország    | Oot voimani mun             | Anna Eriksson      | Egyesült Királyság    | 2.                                            |
| 2001 | Svédország    | Allt som jag ser            | Barbados           | Spanyolország         | 2.                                            |
| 2002 | Spanyolország | Corazón latino              | David Bisbal       | Svédország            | 2.                                            |
| 2003 | Svédország    | Not a Sinner Nor a Saint    | Alcazar            | Szlovénia             | 3.                                            |
| 2004 | Spanyolország | Mi obsesión                 | Davinia            | Svédország            | 4.                                            |
| 2005 | Svédország    | Alcastar                    | Alcazar            | Szerbia és Montenegró | 3.                                            |
| 2006 | Szlovénia     | Mandoline                   | Saša Lendero       | Norvégia              | 2.                                            |
| 2007 | Svédország    | Cara Mia                    | Måns Zelmerlöw     | Egyesült Királyság    | 3.                                            |
| 2008 | Svédország    | Empty Room                  | Sanna Nielsen      | Spanyolország         | 2.                                            |
| 2009 | Dánia         | Someday                     | Hera Björk         | Svédország            | 2.                                            |
| 2010 | Svédország    | Kom                         | Timoteij           | Dánia                 | 5.                                            |
| 2011 | Izland        | Nótt                        | Yohanna            | Svédország            | –                                             |
| 2012 | Spanyolország | Tu vida es tu vida          | Pastora Soler      | Svédország            | 2.                                            |
| 2013 | Norvégia      | Bombo                       | Adelén             | Olaszország           | 2.                                            |
| 2014 | Svédország    | Survivor                    | Helena Paparizou   | Spanyolország         | 4.                                            |
| 2015 | Olaszország   | Fatti avanti amore          | Nek                | Svédország            | 2.                                            |
| 2016 | Lengyelország | Cool Me Down                | Margaret           | Svédország            | 2.                                            |
| 2017 | Svédország    | A Million Years             | Mariette           | Olaszország           | 4.                                            |
| 2018 | Olaszország   | Il mondo prima di te        | Annalisa           | Franciaország         | 3.                                            |
| 2019 | Franciaország | Tous les deux               | Seemone            | Olaszország           | 2.                                            |
| 2020 | Svédország    | Kingdom Come                | Anna Bergendahl    | Finnország            | 3.                                            |
| 2021 | Norvégia      | Monument                    | KEiiNO             | Svédország            | 2.                                            |
| 2022 | Svédország    | In i dimman                 | Medina             | Finnország            | 3.                                            |
| 2023 | Svédország    | Air                         | Marcus & Martinus  | Norvégia              | 2.                                            |
| 2024 | Olaszország   | Sinceramente                | Annalisa           | Svédország            | 3.                                            |

#### Retro Második Esély
Mivel az OGAE Második Esély versenyt csak 1987-ben kezdték, 2003-ban úgy döntöttek, hogy időben visszafelé haladva megrendezik a kimaradt évek Második Esély versenyét. Az első ilyen verseny az 1986-os évre vonatkozott.
A verseny megrendezésekor jócskán volt olyan OGAE klub, akik nem vettek részt az Eurovízión, csak a későbbi években vagy az adott évben nem tartottak előválogatót. Nekik a következő évben külön kategóriát hoztak létre, Guest Jury Hits, vagyis Vendégzsűri Slágerek néven. Egy részt vevő klub mindkét kategóriában szavaz, de csak az egyikben indulhat.
A versenyeket minden évben az Egyesült Királyságban szervezik.

##### Retro Második Esély győztesei
| Év   | Győztes            | Dal                                  | Előadó                            | Pontszám |
| ---- | ------------------ | ------------------------------------ | --------------------------------- | -------- |
| 1986 | Hollandia          | "Fata Morgana"                       | Deedee                            | 123      |
| 1985 | Dánia              | "Ved Du Hva' Du Sku'"                | Trax                              | 170      |
| 1984 | Belgium            | "Merci A La Vie"                     | Formule II                        | 160      |
| 1983 | Németország        | "Viva La Mamma"                      | Ingrid Peters & Juli Paul         | 226      |
| 1982 | Hollandia          | "Fantasie Eiland"                    | The Millionaires                  | 204      |
| 1981 | Egyesült Királyság | "Don't Panic"                        | Liquid Gold                       | 248      |
| 1980 | Egyesült Királyság | "Happy Everything"                   | Maggie Moone                      | 289      |
| 1979 | Németország        | "Vogel der Nacht"                    | Paola                             | 188      |
| 1978 | Egyesült Királyság | "Lonely Nights"                      | Ronnie France                     | 226      |
| 1977 | Franciaország      | "Vis ta vie"                         | Patricia Lavila                   | 275      |
| 1976 | Luxemburg          | "Tout peut arriver au cinéma"        | Marianne Rosenberg                | 212      |
| 1975 | Németország        | "Er gehört zu mir"                   | Marianne Rosenberg                | 264      |
| 1974 | Egyesült Királyság | "Have Love, Will Travel"             | Olivia Newton-John                | 277      |
| 1973 | Svédország         | "Ring Ring (Bara du slog en signal)" | Björn, Benny, Agnetha & Anne-Frid | 282      |
| 1972 | Olaszország        | "Montagne verdi"                     | Marcella Bella                    | 306      |
| 1971 | Olaszország        | "Che sarà"                           | Ricchi e Poveri                   | 296      |

##### Retro Vendégzsűri Slágerek győztesei
| Év   | Győztes                       | Dal                          | Előadó          | Pontszám | Második helyezett         |
| ---- | ----------------------------- | ---------------------------- | --------------- | -------- | ------------------------- |
| 1985 | Belgium                       | "Vergeet Barbara"            | Will Tura       | 178      | Szerbia                   |
| 1984 | Ukrajna                       | "Oy Zelene Zhito Zelene"     | Oksana Bilozir  | 188      | Görögország               |
| 1983 | Olaszország                   | "Sarà Quel Che Sarà"         | Tiziane Rivale  | 251      | Ukrajna                   |
| 1982 | Olaszország                   | "Storie Di Tutti I Giorni"   | Riccardo Fogli  | 264      | Franciaország             |
| 1981 | Olaszország                   | "Sarà Perché Ti Amo"         | Ricchi e Poveri | 330      | Spanyolország             |
| 1980 | Olaszország                   | "Stella Stai"                | Umberto Tozzi   | 190      | Ciprus                    |
| 1979 | Olaszország                   | "Gloria"                     | Ricchi e Poveri | 265      | A világ többi része (USA) |
| 1978 | Spanyolország                 | "Vivir Asi Es Morir De Amor" | Camilo Sesto    | 267      | Olaszország               |
| 1977 | Olaszország                   | "Ti Amo"                     | Umberto Tozzi   | 287      | Ausztria                  |
| 1976 | Svédország                    | "Fernando"                   | Frida           | 299      | A világ többi része (USA) |
| 1975 | A világ többi része (USA)     | "Only Yesterday"             | The Carpenters  | 227      | Írország                  |
| 1974 | A világ többi része (Jamaica) | "Kung Fu Fighting"           | Carl Douglas    | 224      | Spanyolország             |
| 1973 | Olaszország                   | "Minuetto"                   | Mia Martini     | 243      | Görögország               |
| 1972 | Franciaország                 | "Une belle histoire"         | Michel Fugain   | 257      | Spanyolország             |
| 1971 | Franciaország                 | "Pour un flirt"              | Michel Delpech  | 279      | A világ többi része (USA) |

### OGAE Videóverseny
A videóverseny egy olyan esemény volt, mint az OGAE Dalverseny. Minden klub benevezett egy videóklipet, ami az elmúlt egy évben megjelenő dalhoz készült. Itt nem volt nyelvi megkötés a dalra vonatkozóan.
12 ország nyert a versenyen 2003 óta. A legjobban teljesítő ország Franciaország, akik összesen négy alkalommal győzedelmeskedtek.
A Nemzetközi OGAE 2021-ben úgy döntött, hogy a versenyt összevonja az OGAE Dalversennyel, mivel azok lényegében eggyé forrtak a technológia fejlődésével.
| Év   | Ország             | Videó                  | Előadó              | Pont | Második hely  | Házigazda város |
| ---- | ------------------ | ---------------------- | ------------------- | ---- | ------------- | --------------- |
| 2003 | Franciaország      | "Fan"                  | Pascal Obispo       | 122  | Finnország    | Isztambul       |
| 2004 | Portugália         | "Cavaleiro Monge"      | Mariza              | 133  | Oroszország   | Párizs          |
| 2005 | Ukrajna            | "I Will Forget You"    | Svetlana Loboda     | 171  | Hollandia     | Lisszabon       |
| 2006 | Olaszország        | "Contromano"           | Nek                 | 106  | Törökország   | Izmir           |
| 2007 | Oroszország        | "LML"                  | Via Gra             | 198  | Izrael        | Firenze         |
| 2008 | Oroszország        | "Potselui"             | Via Gra             | 140  | Ausztria      | Moszkva         |
| 2009 | Oroszország        | "Karma"                | Yin-Yang            | 142  | Franciaország | Szentpétervár   |
| 2010 | Lengyelország      | "Kim tu jestem"        | Justyna Steczkowska | 85   | Franciaország | Volgográd       |
| 2011 | Franciaország      | "Lonely Lisa"          | Mylène Farmer       | 96   | Andorra       | Wrocław         |
| 2012 | Olaszország        | "E´ L´Amore Che Conta" | Giorgia             | 135  | Lengyelország | Párizs          |
| 2013 | Belgium            | "Papaoutai"            | Stromae             | 144  | Franciaország | Torino          |
| 2014 | Franciaország      | "Tourner dans le vide" | Indila              | 141  | Belgium       | Brüsszel        |
| 2015 | Németország        | "Gäa"                  | Oonagh              | 122  | Belgium       | Párizs          |
| 2016 | Egyesült Királyság | "Hymn for the Weekend" | Coldplay            | 673  | Olaszország   | Lüneburg        |
| 2017 | Belgium            | "Mud Blood"            | Loïc Nottet         | 184  | Ausztrália    | London          |
| 2018 | Csehország         | "Me Gusta"             | Mikolas Josef       | 132  | Lengyelország | Brüsszel        |
| 2019 | Ukrajna            | "Siren Song"           | Maruv               | 174  | Belgium       | Prága           |
| 2020 | Svédország         | "Fingers Crossed"      | Agnes               | 157  | Belgium       | Kijev           |
| 2021 | Franciaország      | "Nous"                 | Julien Doré         | 165  | Oroszország   | Stockholm       |